# (20004) Audrey-Lucienne
(20004) Audrey-Lucienne est un astéroïde de la ceinture principale.

## Description
(20004) Audrey-Lucienne est un astéroïde de la ceinture principale. Il fut découvert par Eric Walter Elst le 8 avril 1991 à l'ESO. Il présente une orbite caractérisée par un demi-grand axe de 2,26 UA, une excentricité de 0,969 et une inclinaison de 9,84° par rapport à l'écliptique.
Il fut nommé en l'honneur d'Audrey Lucienne Van Landeghem (née en 1984), qui fut la dernière visiteuse de l'exposition L'espace pour tous, les 10-11 novembre 2001 à l'observatoire royal d'Uccle. Elle projette de devenir astrophysicienne.

## Compléments